# Vitesse in het seizoen 1961/62
Het seizoen 1961/1962 was het achtste jaar in het bestaan van de Arnhemse betaaldvoetbalclub Vitesse. De club kwam uit in de Eerste divisie A en eindigde daarin op de 10e plaats, dit betekende dat de club rechtstreeks degradeerde naar de Tweede divisie. Tevens deed de club mee aan het toernooi om de KNVB beker, hierin werd in de vierde ronde, na verlenging, verloren van Heracles (0–1).

## Wedstrijdstatistieken

### Eerste divisie A
|       | AGOVV | Alkmaar '54 | BVV   | D.F.C. | DHC   | Eindhoven | Fortuna | Go Ahead | 't Gooi | Haarlem | Helmond | KFC   | Leeuwarden | Sittardia | Stormvogels | SVV   | Veendam |
| ----- | ----- | ----------- | ----- | ------ | ----- | --------- | ------- | -------- | ------- | ------- | ------- | ----- | ---------- | --------- | ----------- | ----- | ------- |
| Thuis | 2 – 1 | 2 – 0       | 2 – 1 | 0 – 2  | 1 – 1 | 4 – 0     | 5 – 2   | 3 – 1    | 6 – 4   | 3 – 1   | 4 – 1   | 1 – 1 | 1 – 2      | 2 – 2     | 4 – 2       | 1 – 1 | 2 – 3   |
| Uit   | 5 – 2 | 2 – 3       | 2 – 0 | 0 – 0  | 0 – 0 | 1 – 1     | 4 – 1   | 3 – 0    | 0 – 2   | 1 – 4   | 5 – 1   | 3 – 1 | 2 – 2      | 2 – 0     | 1 – 2       | 2 – 0 | 4 – 0   |

### KNVB beker
| 2e ronde                                         | Vitesse                        | 4 – 2 (1 – 2)       | PEC                                    |
| 31 maart 1962 Plaats: Arnhem Nieuw-Monnikenhuize | Jan Seelen 3', 59', 75', 80'   |                     | 7' Jan Brouwer 27' (e.d.) Wim Pothoven |
| 3e ronde                                         | Vitesse                        | 2 – 1 (1 – 0)       | VVV                                    |
| 28 april 1962 Plaats: Arnhem Nieuw-Monnikenhuize | Joop Ruiter 32' Jan Seelen 68' |                     | Victor Janssen 85'                     |
| 4e ronde                                         | Vitesse                        | 0 – 1 Na verlenging | Heracles                               |
| 31 mei 1962 Plaats: Arnhem Nieuw-Monnikenhuize   |                                |                     | Bennie Bartelink                       |

## Statistieken Vitesse 1961/1962

### Eindstand Vitesse in de Nederlandse Eerste divisie A 1961 / 1962
| Stand | Gespeeld | Gewonnen | Gelijk | Verloren | Punten | Doelpunten voor | Doelpunten tegen |
| ----- | -------- | -------- | ------ | -------- | ------ | --------------- | ---------------- |
| 10e   | 34       | 14       | 8      | 12       | 36     | 62              | 62               |

### Topscorers
| #                 | Naam             | Goal |
| ----------------- | ---------------- | ---- |
| 1.                | Jan Seelen       | 13   |
| 2.                | Loek den Edel    | 9    |
| 2.                | Gerard Maurits   | 9    |
| 4.                | Toon Evers       | 6    |
| 5.                | Loek Feijen      | 5    |
| 5.                | Joop Ruiter      | 5    |
| 7.                | Henk Arendsen    | 3    |
| 7.                | Darius Dhlomo    | 3    |
| 9.                | Toon Huiberts    | 2    |
| 9.                | Theo Meeuwsen    | 2    |
| 11.               | Piet Beekman     | 1    |
| 11.               | Wim de Jongh     | 1    |
| 11.               | Wim van der Kruk | 1    |
| 11.               | Jan Veenstra     | 1    |
| Onbekend doelpunt |                  |      |
| –                 | Onbekend         | 1    |
| Totaal            | Totaal           | 62   |

| #      | Naam        | Goal |
| ------ | ----------- | ---- |
| 1.     | Jan Seelen  | 5    |
| 2.     | Joop Ruiter | 1    |
| Totaal | Totaal      | 6    |